# Elihu Thomson

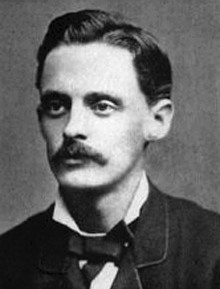
Elihu Thomson (ca. 1880)

Elihu Thomson (Manchester, 29 maart 1853 – Swampscott, 13 maart 1937) was een Amerikaans uitvinder van Britse afkomst en betrokken bij de oprichting van grote elektrotechnische bedrijven in de Verenigde Staten, het Verenigd Koninkrijk en Frankrijk.

## Biografie
Thomson werd geboren in het Britse Manchester als zoon van Daniel Thomson en Mary Ann Rhodes Thomson. Wegens de hoge werkloosheid in Groot-Brittannië verhuisde de familie Thomson in 1858 naar de Verenigde Staten waar hij zich vestigde in de snel opkomende industriële regio van Philadelphia. Op zijn dertiende kwam hij terecht op de Central High School.
Na zijn afstuderen in 1870 werd hij er onderwijzer natuur- en scheikunde en assistent van zijn docent Edwin Houston. Al op jeugdige leeftijd was Thomson zich zeer bewust van de toekomstige mogelijkheden van elektriciteit en samen met Houston experimenteerde hij met elektriciteit en ontwikkelden ze de booglampgenerator. Dit trok genoeg financiers aan om in 1880 een bedrijf te beginnen onder de naam American Electric Company in New Britain, Connecticut.
In 1882 werd hun bedrijfje door een aantal investeerders (onder wie Charles Coffin) overgenomen en verplaatst naar Lynn, Massachusetts. In 1892 fuseerde het bedrijf, inmiddels omgedoopt tot de Thomson-Houston Electric Company, met de Edison General Electric Company tot het grote General Electric (GE). In de beginjaren van dit nieuwe bedrijf was Thomson hoofdingenieur en ontwikkelde hij belangrijke uitvindingen voor General Electric. (Houston had reeds in 1882 het bedrijf verlaten.) Verder is Thomsons naam verbonden met de British Thomson-Houston Company (BTH) en de Franse bedrijven Thomson en Alstom.
Naast zijn werkzaamheden voor GE was hij later (1894-1922) ook verbonden aan het Massachusetts Institute of Technology (MIT), waar hij als professor elektrotechniek zijn opgedane kennis en ervaring deelde met zijn studenten. Van 1920 tot 1923 trad hij zelfs op als waarnemend president van MIT.
Wegens ontevredenheid met het beleid van GE op het gebied van nieuwe innovaties sloot hij zich aan bij Charles Proteus Steinmetz en drong hij bij de bedrijfsleiding op aan hier wat aan te doen. Bijgevolg hiervan opende GE in 1900 een onderzoek- en ontwikkelingscentrum, dat onder leiding van Willis Rodney Whitney baanbrekend werk zou verrichten.
In 1884 huwde hij zijn eerste vrouw, Mary Louise Peck, met wie hij vier kinderen kreeg: Stuart, Roland Davis, Malcolm en Donald Thurston. Na het overlijden van Mary in 1916 hertrouwde hij in 1923 met Clarissa Hovey. Thomson stierf op 83-jarige leeftijd, na een lang ziekbed, thuis in Swampscott. Zijn overlijden was wereldnieuws, omdat hij het leven had beïnvloed van miljoenen mensen. Zijn ideeën, uitvindingen en verklaringen voor natuurkundige verschijnselen werden sindsdien algemeen toegepast in elektrische apparatuur.

## Uitvindingen
Hoewel minder bekend dan tijdgenoten als Thomas Edison en Nikola Tesla was Thomson een van de meest productieve uitvinders in de Amerikaanse geschiedenis, met meer dan 700 elektrotechnische patenten. Zijn uitvindingen op sterkstroomgebied, waaronder boog- en gloeilampen, dynamo's, elektromotoren, transformatoren en elektrische meetapparatuur, waren van grote invloed op de manier waarop elektriciteit tegenwoordig wordt gebruikt.

### Elektriciteitsmeter

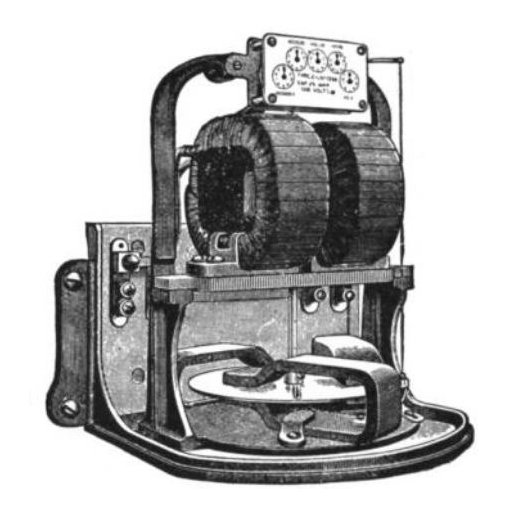
Wattmeter van Thomson

Nadat elektriciteit op steeds grotere schaal beschikbaar kwam voor de consument moesten elektriciteitsleveranciers op zoek naar instrumenten die het verbruik konden meten: de elektriciteitsmeter. De eerste van deze meters – pionierswerk van onder anderen George Lane-Fox en Thomas Edison – werkten op basis van elektrolyse.
Door de stroom door een met zinksulfaatoplossing gevulde fles te leiden loste langzaam het zink van de ene elektrodeplaat op om tegelijkertijd neer te slaan op de ander elektrodeplaat. De in een bepaalde tijd verkregen gewichtsverandering tussen de platen was een maat voor de verbruikte elektriciteit in ampère-uur.
Hoewel Edison reeds op het idee was gekomen voor een motorische meter, werkte hij dit idee niet verder uit en bleef hij vasthouden aan de elektrochemische meters. Het was Thomson die midden jaren 1880, met de hulp van Thomas Duncan, Edisons idee overnam, verbeterde en vervolgens met zijn versie van de registrerende wattmeter op de markt verscheen.
Thomsons meter bestond uit een ijzerloze commutatormotor waarbij de te meten stroom door de veldwikkeling liep, terwijl het anker door de spanning beïnvloed werd. Als tegenwerkende kracht paste hij de wervelstroomrem toe – een koperen schijf die tussen de polen van een krachtige permanente magneet draaide, waarbij het aantal omwentelingen door een telwerk geregistreerd werd. Zijn meter kon zowel met gelijkstroom als met wisselstroom overweg en was robuuster en nauwkeuriger dan de destijds beschikbare elektriciteitsmeters van die tijd.

### Elektrisch lassen
Thomson patenteerde in 1887 ook het elektrische lassen. Voor zijn uitvinding kon alleen gelast worden door middel van vuurverhitting. Hiermee konden echter geen metalen met een hoog smeltpunt en metalen met verschillende smeltpunten gelast worden. Thomson loste beide problemen op door twee metalen aan elkaar te lassen door er een elektrische stroom doorheen te laten lopen uit een lastransformator.
Met een lage spanning van ±2 volt gecombineerd met een zeer hoge stroom van ± 2000 ampère kon het de hoge smeltfase bereiken die nodig was voor het industrieel lassen. In 1888 begon een zusterbedrijf Thomson Electric Welding met de exploratie van dit lasprincipe. Zijn elektrisch lasapparaat werd in het begin vooral toegepast voor het lassen van zware (vracht)auto-onderdelen, maar het bood ook mogelijkheden voor andere vormen van plaatmateriaal.

### Röntgenstraling
Daarnaast deed Thomson belangrijk werk in de radiologie met het verbeteren van de conventionele Crookes-buis en het maken van driedimensionale röntgenfoto’s om botfracturen beter zichtbaar te maken.
Hij was een van de weinige onderzoekers die overtuigd was van de gevaren van röntgenstraling in een periode waarin deze stralen als een nieuwigheid werden beschouwd in de wetenschap. In 1896 liet Thomson opzettelijk de pink van zijn linkerhand meerdere dagen achtereen, een half uur per dag, blootstellen aan röntgenstralen. Het gevolg – pijn, zwelling, stijfheid en blaren – waren voor Thomson en anderen overtuigend genoeg, maar niet voor iedereen. Veel vooraanstaande natuurkundigen ontkenden dat röntgenstralen schadelijk waren, en meenden dat de gevolgen toe te schrijven waren aan verkeerd gebruik van röntgenstralen.

## Onderscheidingen
Thompson mocht vele prijzen en onderscheidingen in ontvangst nemen. In 1889 werd hij door de Franse regering gedecoreerd voor zijn elektrische uitvindingen en kreeg hij de titel "Ridder en Officier van het Legioen van Eer". Verder kreeg hij onder andere de Rumford Medal in 1901, de Grand Prix op tentoonstelling van Parijs in 1899 en 1900, de Hughes Medal door de Royal Society van Groot-Brittannië voor zijn experimentele onderzoek in elektriciteit in 1916 en de John Fritz Medal ook in 1916. In 1927 ontving hij de Faraday Medal.
Hij was tevens de eerste ingenieur die in 1909 de IEEE Edison Medal van de American Institute of Electrical Engineers (AIEE, nu IEEE) in ontvangst mocht nemen. Bij deze organisatie was hij actief betrokken en trad verschillende keren op als bestuurslid, was vicevoorzitter en voorzitter.
- Bibliothèque nationale de France: cb12559292j (data)
- Gemeinsame Normdatei: 11911030X
- International Standard Name Identifier: 0000 0000 6677 8166
- Library of Congress Control Number: n81070743
- Nationale Bibliotheek van Tsjechië: stk2008428710
- Nationale Bibliotheek van Israël: 987007268973105171
- Nederlandse Thesaurus van Auteursnamen: 149754043
- SNAC: w6183sk5
- Système universitaire de documentation: 034888187
- Virtual International Authority File: 57399022
- WorldCat: E39PBJwdgQgyRHVBKQCRMVpkjC